# Ryūji Okada
Ryūji Okada (jap. 岡田 竜二, Okada Ryūji; * 6. September 1974 in der Präfektur Shizuoka) ist ein ehemaliger japanischer Fußballspieler.

## Karriere
Okada erlernte das Fußballspielen in der Schulmannschaft der Shizuoka Kita High School. Seinen ersten Vertrag unterschrieb er 1993 bei Shimizu S-Pulse. Der Verein spielte in der höchsten Liga des Landes, der J1 League. 1993 erreichte er das Finale des J.League Cup. Ende 1994 beendete er seine Karriere als Fußballspieler.

## Erfolge
Shimizu S-Pulse
- J.League Cup

Finalist: 1993